# ギャングスタズ・パラダイス
「ギャングスタズ・パラダイス」（英：Gangsta's Paradise）は、クーリオ（フィーチャリング L.V.）のラップ曲で、1995年の映画『デンジャラス・マインド』で使用された。この曲は、後にクーリオのアルバム『ギャングスタズ・パラダイス』と、『デンジャラス・マインド』サウンドトラックに収録された。クーリオはこの曲とアルバムでグラミー賞を受賞した。また、ニューヨークの新聞The Village Voice Pazz & Jop critics poll の、1995年のベスト・シングルを受賞している。
この曲はスティーヴィー・ワンダーの1976年の楽曲「楽園の彼方へ」(Pastime Paradise) をサンプリングしている。1995年のビルボード・ミュージック・アワードでは、クーリオとL.V.に加え、スティーヴィー・ワンダーも共演した。
1995年、秋から冬にかけて日本国内で深夜に放送されていた音楽番組『BEAT UK』(フジテレビ)でもUKシングルチャートトップ20でNo.1を獲得している。
2008年に発表された VH1's 100 Greatest Songs of Hip Hop では、38位にランクインしている。

## 歌詞と音楽
この曲は、スティーヴィー・ワンダーのアルバム『キー・オブ・ライフ』に収録された曲「楽園の彼方へ」(Pastime Paradise) をサンプリングしたものである。歌詞はクーリオ自身のストリート・ライフを描いている。
歌詞の内容は、非常に暗くて悲しく、暴力への批判とギャングスタ・ライフの悲劇である。L.V.が歌うコーラスは、さらに重く悲しい自己批判の内容である。

## ミュージック・ビデオ
ミュージック・ビデオは、アントワーン・フークアが監督をつとめ、『デンジャラス・マインド』の主演女優ミシェル・ファイファーが出演している。
クーリオが、1996年のMTV Video Music Awardsで Best Rap Videoを受賞した際、記者会見でボーン・サグスン・ハーモニーの「Tha Crossroads」の方が受賞すべきだと言った。

## チャート・アクション
このシングルは、アメリカ合衆国、イギリス、アイルランド、フランス、ドイツ、イタリア、スウェーデン、オーストリア、オランダ、ノルウェー、スイス、オーストラリア、ニュージーランドで 1位を獲得し、クーリオのシングルでは最も成功したものである。クーリオが2009年にイギリスのテレビ番組で演奏したバージョンが発売され、そのシングルは全英シングルチャートで31位を記録した。
アメリカのBillboard Hot 100では、1位を3週間、2位を9週間(うち8週はMariah Carey "Fantasy"に阻まれる)、合計12週もの間TOP2を記録する大ヒットとなった(Billboard Hot 100史上、4番目に長い期間2位を記録したシングルである)。また、1995年の年間シングルチャートでは 1位を獲得した。 The Billboard Hot 100 All-Time Top Songs では69位にランクインしている

## 記録と受賞
| Billboard - Billboard Year-End Chart-Toppers 1995 - Top Hot 100 Single number one - Top Hot 100 Single Sales number one （250万枚）（プラチナ×2） Grammy Awards - Best Rap Solo Performance - Record of the Year (ノミネート) | MTV - MTV Video Music Awards 1996 - Best Rap Video - Best Video from a Film |

## チャートとセールス
| チャート（1995年/96年）                         | 順位 |
| ----------------------------------------------- | ---- |
| Australian Singles Chart                        | 1    |
| Austrian Singles Chart                          | 1    |
| Belgian (Flanders) Singles Chart                | 1    |
| Belgian (Wallonia) Singles Chart                | 1    |
| Danish Singles Chart                            | 1    |
| Dutch Top 40                                    | 1    |
| Eurochart Hot 100                               | 1    |
| Finnish Singles Chart                           | 1    |
| French SNEP Singles Chart                       | 1    |
| German Singles Chart                            | 1    |
| Irish Singles Chart                             | 1    |
| Italian Singles Chart                           | 1    |
| New Zealand RIANZ Singles Chart                 | 1    |
| Norwegian Singles Chart                         | 1    |
| Swedish Singles Chart                           | 1    |
| Swiss Singles Chart                             | 1    |
| UK Singles Chart                                | 1    |
| U.S. Billboard Hot 100                          | 1    |
| U.S. Billboard Hot R&B/Hip-Hop Singles & Tracks | 2    |
| U.S. Billboard Rhythmic Top 40                  | 2    |
| U.S. Billboard Top 40 Mainstream                | 17   |

| 年間チャート（1995年）           | 順位 |
| -------------------------------- | ---- |
| Australian Singles Chart         | 1    |
| Belgian (Flanders) Singles Chart | 4    |
| Belgian (Wallonia) Singles Chart | 6    |
| Dutch Top 40                     | 23   |
| French Singles Chart             | 7    |
| U.S. Billboard Hot 100           | 1    |
| 年間チャート（1996年）           | 順位 |
| Austrian Singles Chart           | 6    |
| Belgian (Flanders) Singles Chart | 16   |
| Belgian (Wallonia) Singles Chart | 8    |
| Swiss Singles Chart              | 15   |

| チャート（1990年代）   | 順位 |
| ---------------------- | ---- |
| U.S. Billboard Hot 100 | 13   |

### 認定
| 国             | 認定         | 日付          | 売上枚数  |
| -------------- | ------------ | ------------- | --------- |
| オーストリア   | プラチナ     | 1996年1月8日  | 30,000    |
| ドイツ         | プラチナ x 2 | 1996年        | 1,000,000 |
| オランダ       | プラチナ     | 1995年        | 60,000    |
| ノルウェー     | プラチナ x 4 | 1996年        | 40,000    |
| イギリス       | プラチナ     | 1995年11月1日 | 600,000   |
| アメリカ合衆国 | プラチナ x 3 | 1996年2月23日 | 3,000,000 |

### 前後チャート
前後のチャート1位の作品
| 先代 「ユー・アー・ナット・アローン」 by マイケル・ジャクソン | Billboard Hot 100 1位獲得作品 1995年9月9日 - 1995年9月23日（3週間）      | 次代 「ファンタジー」 by マライア・キャリー              |
| 先代 「フェアグラウンド」 by シンプリー・レッド               | 全英シングルチャート 1位獲得作品 1995年10月28日 - 1995年11月4日（2週間） | 次代 「I Believe」/「Up on the Roof」 by Robson & Jerome |
| 先代 「ザ・サイン」 by エイス・オブ・ベイス                   | Billboard Hot 100 年間チャート1位獲得作品 1995年                         | 次代 「恋のマカレナ」 by ロス・デル・リオ                |

## その他
アメリカのポスト・ハードコアバンドであるフォーリング・イン・リヴァースが本曲のカヴァーをし、その音源がコンピレーションアルバム『PUNK GOES 90's Vol.2』に収録された。また、ミュージック・ビデオも製作され、クーリオとの共演も果たした。